# Central Expressway

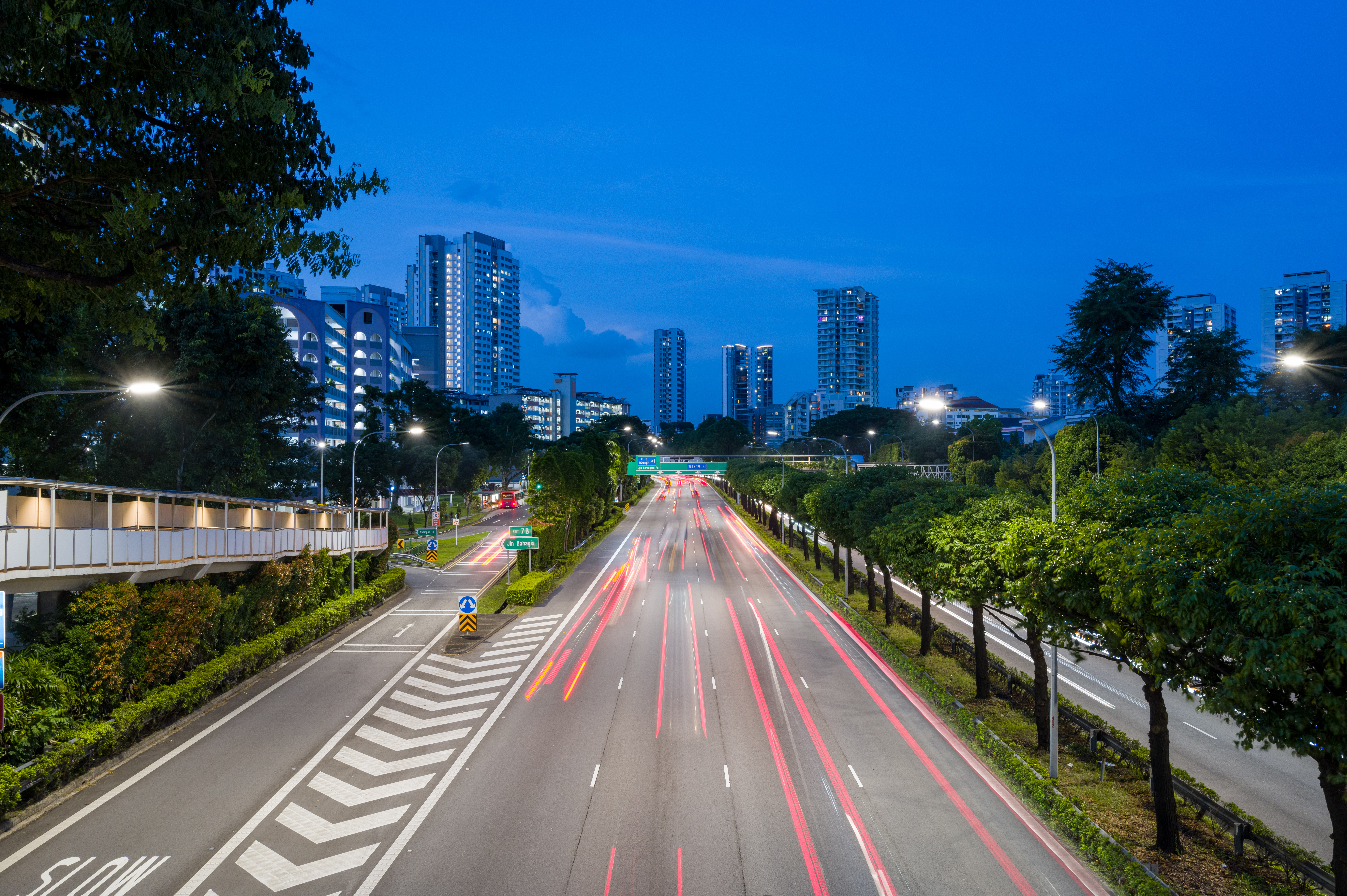

De Central Expressway (CTE) (Maleis: Lebuhraya Tengah , Chinees: 中央高速公路, Tamil: மத்திய விரைவுச்சாலை) is een autosnelweg in Singapore. De snelweg is 15,8 kilometer lang en verbindt de Ayer Rajah Expressway met de Seletar Expressway en de Tampines Expressway. De snelweg werd geopend tussen 1989 en 1991.
Pan Island Expressway ·
Ayer Rajah Expressway ·
North-South Corridor ·
East Coast Parkway ·
Central Expressway ·
Tampines Expressway ·
Kallang-Paya Lebar Expressway ·
Seletar Expressway ·
Bukit Timah Expressway ·
Kranji Expressway ·
Marina Coastal Expressway ·